# Maria Gontowicz
Maria Gontowicz-Szałas (ur. 23 lutego 1965 w Gorzowie Wielkopolskim) – polska zawodniczka uprawiająca judo, medalistka mistrzostw świata i mistrzostw Europy, olimpijka z Barcelony 1992.

## Życiorys
W trakcie kariery sportowej (lata 1980-1992) reprezentowała klub AZS-AWF Gorzów Wielkopolski.
Mistrzyni Polski w latach 1982, 1985, 1987, 1989, 1991, 1992 (w wadze 56 kg) oraz brązowa medalistka w latach 1983, 1984.
Srebrna medalistka mistrzostw świata w 1986 roku w wadze do 56 kg. Uczestniczka mistrzostw świata w 1991 roku w Barcelonie podczas których zajęła 7. miejsce w wadze 56 kg.
Srebrna medalistka mistrzostw Europy w Helsinkach w wadze 56 kg, oraz brązowa z Landskronie w 1985 roku (waga 56 kg), Londynie w 1986 roku (waga 56 kg), Paryżu w 1987 roku (waga 56 kg).
Na igrzyskach w Barcelonie wystartowała w wadze lekkiej zajmując 7. miejsce.